# Al Maaden Classic
De Al Maaden Classic is een nieuw golftoernooi dat deel uitmaakt van de EPD Tour. De eerste editie van dit toernooi wordt in 2010 gespeeld en bestaat uit drie rondes van 18 holes.
De EPD Tour van 2010 heeft 20 toernooien op de agenda. In januari en februari begint het seizoen met vier toernooien in Belek, Turkije, en daarna volgen drie toernooien in Marokko. Daarvan is de Al Maaden Classic op de nieuwe Al Maaden Golf de eerste.
Daniel Froreich behaalde voor de tweede keer op de EPD Tour een overwinning. Er deden enkele Nederlanders mee, Jurrian van der Vaart en Kevin Broekhuis eindigden op de 9de plaats met een score van -6. Bij de Belgen kwam Thomas de Kesel met -4 op de 18de plaats.

## Winnaars
| Jaar              | Winnaar                   | Score             | Score             | Beste Nederlander                               | Beste Belg              |
| Al Maaden Classic | Al Maaden Classic         | Al Maaden Classic | Al Maaden Classic | Al Maaden Classic                               | Al Maaden Classic       |
| ----------------- | ------------------------- | ----------------- | ----------------- | ----------------------------------------------- | ----------------------- |
| 2010              | Daniel Alexander Froreich | 204               | -12               | Jurrian van der Vaart (-6) Kevin Broekhuis (-6) | Thomas de Kesel (-4)    |
| 2011              | Reinier Saxton            | 204               | -9                | Reinier Saxton                                  | =                       |
| 2012              | Marcel Haremza            | 198               | -18               | Wouter de Vries (-4)                            | =                       |
| Open Al Maaden    |                           |                   |                   |                                                 |                         |
| 2013              | Robin Kind po             | 204               | -12               | Robin Kind                                      | Guillaume Watremez (-6) |
| 2014              | 20-22 februari            | 20-22 februari    | 20-22 februari    | 20-22 februari                                  | 20-22 februari          |